# Denise Black
Denise Black (ur. 16 marca 1958 w Emsworth Hampshire) – brytyjska aktorka filmowa i telewizyjna.